# 伊基克省
伊基克省（西班牙語：Provincia de Iquique）是智利的54個省份之一，位於該國北部，由塔拉帕卡大區負責管轄，首府設於伊基克，面積2,835平方公里，2002年人口216,419，人口密度每平方公里76.3人。